# Takefusa Kubo
Takefusa Kubo (japonès: 久保 建英; Kawasaki, 4 de juny de 2001) és un futbolista professional japonès que juga com a extrem per la Reial Societat, i per la selecció de futbol del Japó. Format a La Masia, Kubo va estar-se 5 anys jugant a les categories inferiors del Futbol Club Barcelona. L'any 2019 va fitxar pel Reial Madrid Club de Futbol, tot i que va ser cedit al RCD Mallorca i després al Vila-real CF i al Getafe CF.
Va debutar amb la selecció del Japó el 2019, i va formar part de l'equip japonès a la Copa Amèrica de 2019.

## Carrera de club

### Inicis
Amb set anys, Takefusa Kubo va començar a jugar a futbol al FC Persimmon, un club local de Kawasaki. L'agost de 2009, fou premiat com a MVP al campus organitzat pel FC Barcelona en què va participar quan tenia vuit anys. L'abril de 2010, fou seleccionat com a membre de l'escola del FC Barcelona i va participar en la Sodexo European Rusas Cup celebrada a Bèlgica. Allà, també hi fou MVP malgrat que l'equip acabà només tercer. Després de tornar a casa, va començar a jugar pel Kawasaki Frontale júnior.

### FC Barcelona
L'agost de 2011, Takefusa Kubo va ingressar al planter del FC Barcelona, La Masia. Va començar al Barça Aleví C (sub-11). Durant la seva primera temporada completa (2012–13), fou el màxim golejador de l'equip amb 74 gols en 30 partits. En la tercera, (2014–15), fou promocionat al Barça Infantil A (sub-14).
Però posteriorment el Barça fou sancionat per violar la política de la FIFA sobre fitxatges de jugadors estrangers sub-18, cosa que va fer que Kubo no pogués jugar amb el club. Va retornar al Japó el març de 2015 en busca de minuts de joc, i va signar contracte per l'equip júnior del FC Tokyo.

### FC Tokyo
Takefusa Kubo va fitxar pel FC Tokyo sub-18 el 2016. El setembre de 2016, fou promocionat a l'equip sènior, a quinze anys. El 5 de novembre, va debutar amb l'equip filial a la J3 League entrant a la mitja part en un partit contra l'AC Nagano Parceiro. Va debutar com a professional a la J.League amb una edat rècord de 15 anys, 5 mesos i un dia.
El 15 d'abril de 2017 Kubo va esdevenir el jugador més jove en marcar a la J.League a 15 anys, 10 mesos, en una victòria per 1–0 contra el Cerezo Osaka sub-23. El 3 de maig, va debutar amb el primer equip a la J.League YBC Levain Cup jugant 25 minuts en una victòria per 1–0 contra l'Hokkaido Consadole Sapporo.
El novembre de 2017, el FC Tokyo va anunciar una millora de contracte pel jugador, pagant-li com a membre del primer equip.

#### Yokohama F. Marinos (cedit)
El 16 d'agost de 2018, fou cedit per mig any al Yokohama F. Marinos. Va marcar en el seu debut amb els Marinos en un partit a fora contra el Vissel Kobe.
Des el principi de la temporada 2019, Kubo va esdevenir titular habitual amb el FC Tokyo tant a la J.League YBC Levain Cup com a la J.League i va marcar gols en ambdues competicions.

### Reial Madrid
El 14 de juny e 2019, Kubo signà contracte amb el Reial Madrid per cinc anys. Tot i que en principi assignat al sub-19, es pretenia que jugués principalment pel Reial Madrid B durant la temporada 2019–20. De tota manera, va jugar habitualment amb el primer equip del Reial Madrid durant la gira de pretemporada per Alemanya i els Estats Units.

#### Mallorca (cedit)
El 22 d'agost de 2019, Kubo va fitxar pel RCD Mallorca cedit per una temporada. Va esdevenir així el tercer japonès en jugar al Mallorca després de Yoshito Okubo i Akihiro Ienaga. L'1 de setembre va debutar a La Liga jugant 15 minuts en una derrota per 2–0 contra el València CF. Va marcar el seu primer gol el 10 de novembre de 2019 contra el Vila-real CF en un partit que acabaria en victòria per 3–1. Marcà posteriorment un segon gol en un empat 3–3 contra el Reial Betis el 21 de febrer de 2020. Dues setmanes després marcà el tercer en una victòria per 2–1 contra la SD Eibar.

#### Vila-real (cedit)
El 10 d'agost de 2020, fou cedit al Vila-real CF per la temporada 2020–21. After being mainly used as a substitute, his loan was cut short on 8 gener 2021.

#### Getafe (cedit)
Immediatament després de deixar Vila-real, Kubo fou cedit al Getafe CF també de primera divisió, per la resta de la temporada, i esdevenia així el segon fitxatge del club al mercat d'hivern, després de la incorporació també cedit només dos dies abans de Carles Aleñá, procedent del Barça.

#### Retorn al Mallorca (cedit)
El 12 d'agost de 2021, Kubo va retornar al RCD Mallorca cedit per un any.

### Reial Societat
El 19 de juliol de 2022, Kubo va fitxar per la Reial Societat. Kubo va marcar en el seu debut, fent l'únic gol del partit en una victòria per 1-0 a fora contra el Cadis CF en el partit inaugural de la lliga.

## Palmarès
Vila-real CF
- 1 Lliga Europa de la UEFA: 2020-21.